# Marieta Orozco
Marieta Orozco (Barcelona, 11 de fevereiro de 1978) é uma atriz espanhola.
Em 1998, recebeu o Prêmio Goya de melhor atriz revelação pelo seu trabalho no filme Barrio, dirigido por Fernando León de Aranoa.

## Filmografia
| Ano  | Filme               | Diretor                         |
| ---- | ------------------- | ------------------------------- |
| 2009 | Mentiras y gordas   | Alfonso Albacete e David Menkes |
| 2007 | Lo mejor de mí      | Roser Aguilar                   |
| 2005 | El triunfo          | Mireia Ros                      |
| 2004 | Inconscientes       | Joaquín Oristrell               |
| 2003 | Descongélate        | Dunia Ayaso e Félix Sabroso     |
| 2001 | Pau y su hermano    | Marc Recha                      |
| 2000 | Krámpack            | Cesc Gay                        |
| 1999 | Ya pronto hará frío | Gustavo Cortés                  |
| 1998 | Barrio              | Fernando León de Aranoa         |
| 1991 | Chatarra            | Félix Rotaeta                   |